# Luca Lucini
Luca Lucini (Milano, 26 novembre 1967) è un regista e produttore cinematografico italiano.

## Biografia
Ha iniziato a lavorare come regista di videoclip di vari cantanti italiani, tra cui Edoardo Bennato, Rudy Marra, Ligabue, Giorgia, Laura Pausini e i Pooh. Nel 2002 ha girato il suo primo cortometraggio Il sorriso di Diana, che fa parte del film Sei come sei, formato da sei cortometraggi di sei diversi registi.
Nel 2004 è diventato noto grazie al suo primo lungometraggio, Tre metri sopra il cielo, tratto dal romanzo omonimo di Federico Moccia. Il protagonista maschile è interpretato da Riccardo Scamarcio, che Lucini richiamerà anche per la sua seconda regia, L'uomo perfetto (2005).
Nel 2008 ha diretto Amore, bugie e calcetto e Solo un padre, e nel 2009 la commedia corale Oggi sposi. Nel novembre 2010 è uscito La donna della mia vita, con Stefania Sandrelli, Luca Argentero e Alessandro Gassmann, seguito, nel 2015 dal documentario Teatro alla Scala - Il tempio delle meraviglie, realizzato a quattro mani con Silvia Corbetta. Nel 2016 ha girato i due lungometraggi Nemiche per la pelle e Come diventare grandi nonostante i genitori, più il corto Pura passione. 
Nel luglio 2023 arriva nelle sale Le mie ragazze di carta, con Neri Marcorè e Giuseppe Zeno, e tra il 2023 e il 2024 su RAI1 la miniserie Mameli - Il ragazzo che sognò l'Italia, dedicata al patriota e poeta Goffredo Mameli, autore del Canto degli Italiani, che musicato dall’amico Michele Novaro divenne l'Inno Italiano.

## Filmografia

### Cinema
- Tre metri sopra il cielo (2004)
- L'uomo perfetto (2005)
- Amore, bugie & calcetto (2008)
- Solo un padre (2008)
- Oggi sposi (2009)
- La donna della mia vita (2010)
- Nemiche per la pelle (2016)
- Come diventare grandi nonostante i genitori (2016)
- Io e mio fratello (2023)
- Le mie ragazze di carta (2023)
- L'amore, in teoria (2025)

### Televisione
- Made in Italy, regia di Luca Lucini e Ago Panini - serie TV (2019-in produzione)
- The Comedians, regia di Luca Lucini (2017)
- Diversi come due gocce d'acqua – film TV (2022)
- Mameli - Il ragazzo che sognò l'Italia, regia di Luca Lucini e Ago Panini – miniserie TV (2024)[1]

### Cortometraggi
- Tuttosottocontrollo (1999)
- Il sorriso di Diana - Episodio del film Sei come sei (2002)
- La notte bianca - Episodio del film Notte bianca, tutto in una notte (2004)
- The Heritage (2014)
- Pura passione (2016)

### Documentari
- Teatro alla Scala - Il tempio delle meraviglie, con Silvia Corbetta (2015)
- Leonardo Da Vinci - Il genio a Milano, con Nico Malaspina (2016)
- La prima onda: Milano al tempo del Covid-19, con Fabrizio Lo Presti, Giorgia Soi ed altri (2020)

### Videoclip
- Alexia - Uh la la la [originale] (1997), Gimme Love (1998), Goodbye (1999), Happy (1999)
- Paolo Belli - A me mi piace... lo swing (1999), Sia lodata la musica (2000)
- Angelo Branduardi - Piccola canzone dei contrari (1996)
- Carmen Consoli - Amore di plastica (1996)
- Fabrizio Campanelli - Lovely on My Hand (feat. Dorotea Mele) (2011)
- Irene Grandi - Per fare l'amore (2001), Prima di partire per un lungo viaggio (2003), Lasciala andare (2005)
- Rudy Marra - Sono felice (1995)
- Laura Pausini - La mia risposta / Mi respuesta (1999), Volevo dirti che ti amo / Quiero decirte que te amo (2001)
- Ligabue - Una vita da mediano (1999)
- Pooh - Se balla da sola (1999)
- Vito & Gli Eneas - Lento (2006)

### Pubblicità
- Baci Perugina, Calzedonia, Illycaffè, Fratelli Orsero, Caffitaly, Amadori, Vivin C